# Гурский, Александр Михайлович
Александр Михайлович Гурский (1856—1938) — русский военный юрист, генерал от инфантерии (1915).
Последний председатель Главного военного суда Российской империи (1917)

## Биография
В службу вступил в 1873 году, в 1875 году после окончания Павловского военного училища произведён в прапорщики и выпущен в Кронштадтскую крепостную артиллерию. В 1876 году произведён в подпоручики, в 1877 году в поручики. С 1877 года участник Русско-турецкой войны. В 1882 году произведён в штабс-капитаны.
В 1884 году после окончания Александровской военно-юридической академии по I разряду произведён в капитаны с назначением военным следователем. В 1888 году произведён в подполковники с назначением помощником военного прокурора. В 1892 году «за отличие» произведён в полковники. С 1898 года военный судья Варшавского военно-окружного суда. В 1900 году «за отличие» произведён в генерал-майоры.
С 1906 года военный прокурор Киевского военно-окружного суда. В 1907 году «за отличие» произведён в генерал-лейтенанты, помощник главного военного прокурора—начальника Главного военно-судного управления. С 1909 года постоянный член, с 1917 года председатель Главного военного суда Российской империи. В 1915 году «за отличие» произведён в генералы от инфантерии.